# آرثر فرانكلين
آرثر فرانكلين (بالإنجليزية: Arthur Franklin)‏ هو لاعب كرة قدم أسترالية أسترالي، ولد في 6 فبراير 1918، وتوفي في 22 ديسمبر 1953.

## وصلات خارجية
- آرثر فرانكلين على موقع AustralianFootball.com (الإنجليزية)
- آرثر فرانكلين على موقع AFLtables.com (الإنجليزية)